# Euhesma fasciatella
Euhesma fasciatella là một loài Hymenoptera trong họ Colletidae. Loài này được Cockerell mô tả khoa học năm 1907.